# Теория и практика физической культуры
«Теория и практика физической культуры» — советский и российский научно-теоретический журнал по проблемам физической культуры и спорта, издаётся с 1925 года, включён в список научных журналов ВАК.

## История

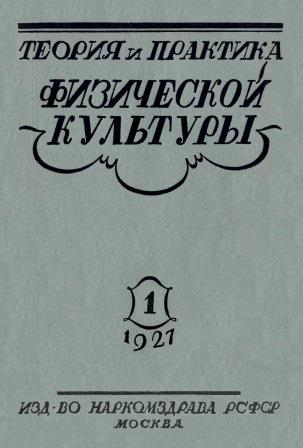
Типичная обложка журнала «Теория и практика физической культуры» в 1927—1929 гг.

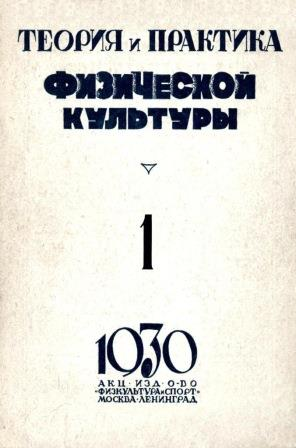
Типичная обложка журнала «Теория и практика физической культуры» в 1930—1931 гг.

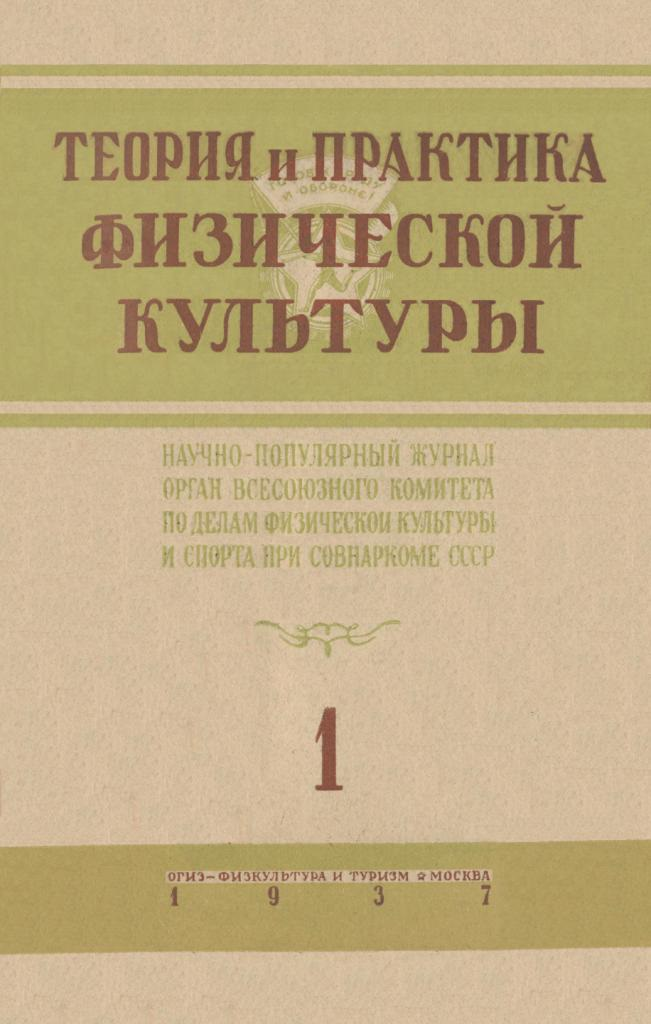
Типичная обложка журнала «Теория и практика физической культуры» в 1937 г.

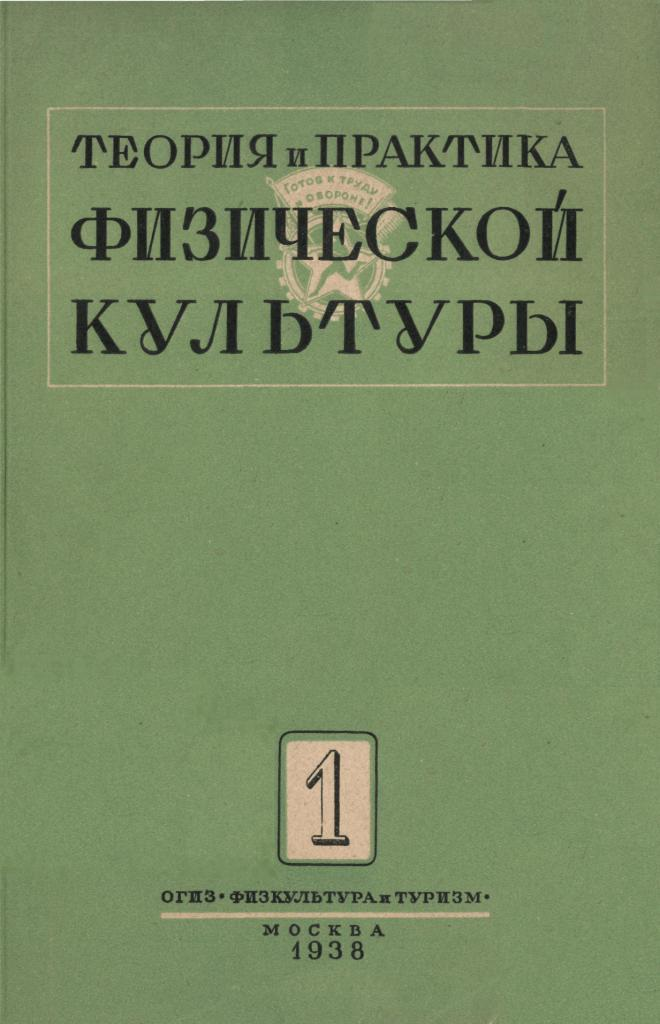
Типичная обложка журнала «Теория и практика физической культуры» в 1938—1940 гг.

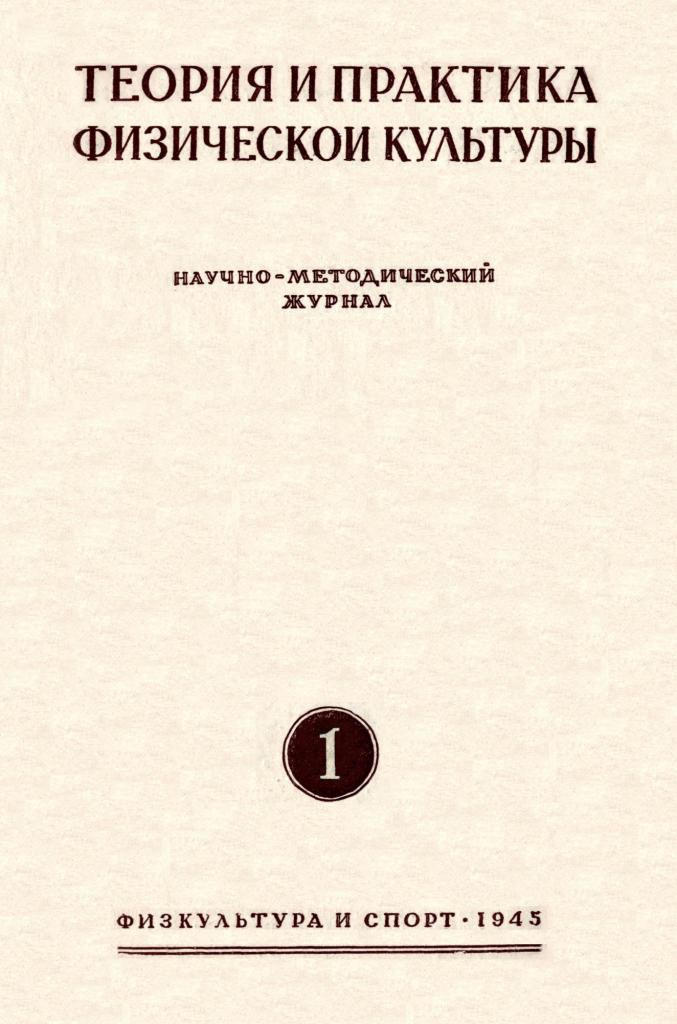
Типичная обложка журнала «Теория и практика физической культуры» в 1945 г.

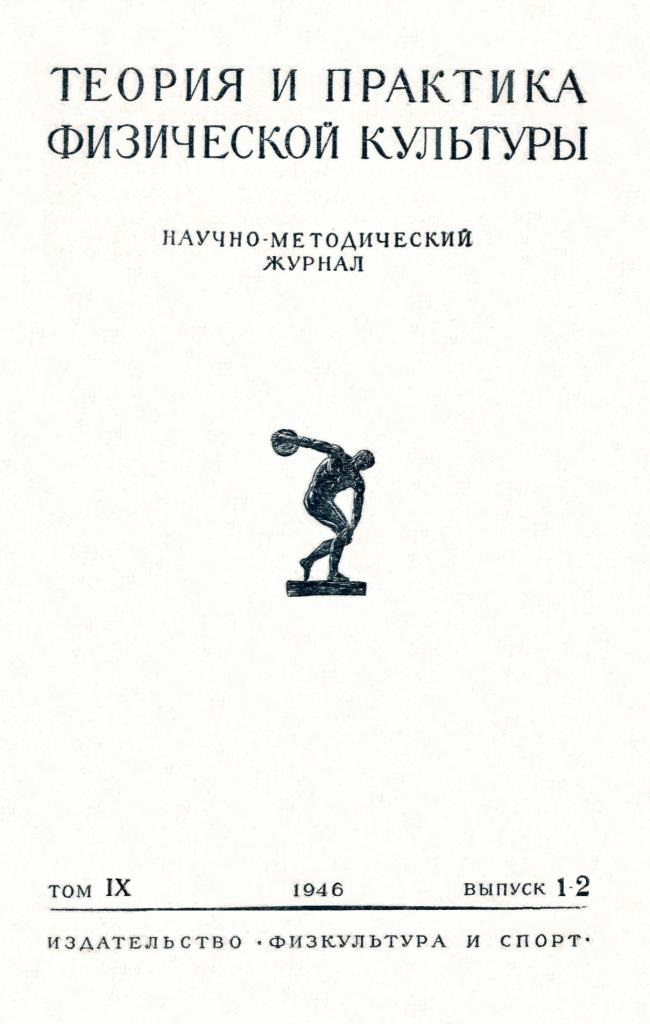
Типичная обложка журнала «Теория и практика физической культуры» в 1946—1948 гг.

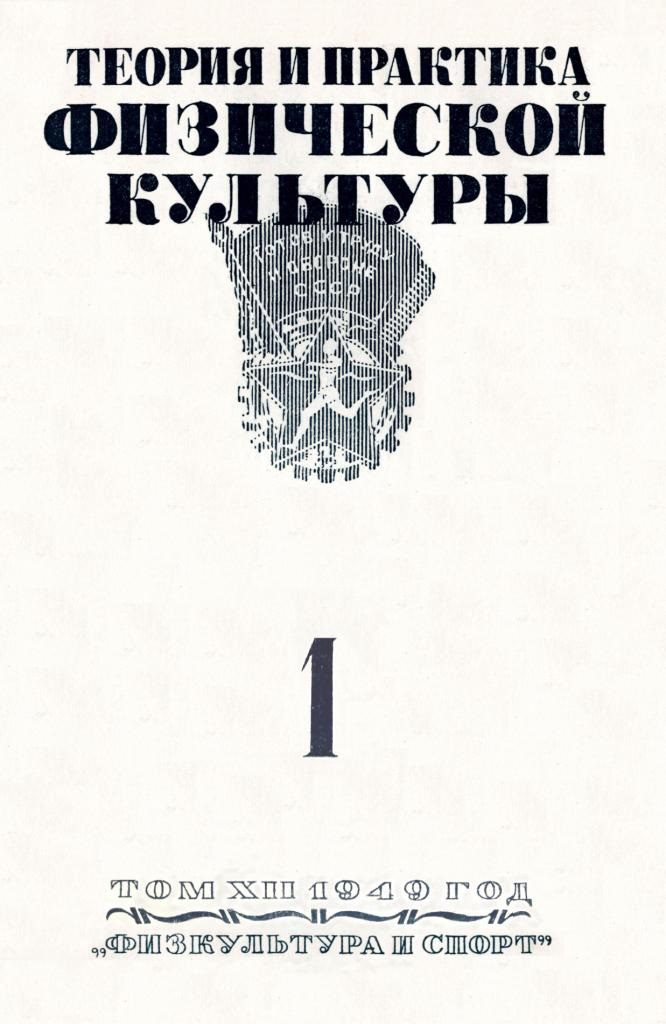
Типичная обложка журнала «Теория и практика физической культуры» в 1949—1961 гг.

### Зарождение журнала (1925—1931)
Основан в 1925 году[уточнить]. Первый год выходил как приложение к журналу «Известия физической культуры», и в 1925—1926 годах[уточнить] назывался «Теория и практика физкультуры». В данный период имел статус «Сборник научных трудов и статей по вопросам физической культуры».
В 1927—1931 годах[уточнить] назывался «Теория и практика физической культуры».
В 1932 году[уточнить] в результате слияния журналов «Теория и практика физической культуры» и «Физкультактивист» образовался Общественно-политический и научно-методический журнал «Физкультура и социалистическое строительство», который являлся органом Высшего совета физической культуры (ВСФК) СССР, РСФСР и Народного комиссариата здравоохранения СССР. В 1932 году вышло 12 номеров (номера 10 и 11 вышли совмещённым выпуском).
В 1933 году[уточнить] журнал был переименован и стал называться «Советская физкультура». Под таким названием вышел всего один номер[уточнить].
С 1933 по 1936 год[уточнить] журнал не издавался, в этот период в СССР фактически отсутствовал печатный орган, который содержал бы научные статьи по проблемам физического воспитания и спорта.

### Второе рождение журнала (1937—1941)
В период Великой Отечественной войны с 1941 по 1945 год[уточнить] журнал не издавался.

### Двухтысячные (2000 — по н.в.)
Журнал ТиПФК вошел в российскую базу научного цитирования eLIBRARY.ru и международную систему научного цитирования SCIE (Science Citation Information Expanded) поисковой интернет-платформы Web of Science.

## Редакционная коллегия
Первое упоминание о наличии в журнале редакционной коллегии относится к 1930 году. В неё вошли: ответственный редактор Н. А. Семашко, ответственный секретарь Б. А. Ивановский, В. А. Блях (ВСФК УССР), В. В. Гориневский (ГЦИФК), И. А. Залкинд (ВСУ РККА), Е. Ю. Зеликсон (ГИФК им. Лесгафта), В. Ф. Зеленин (Главнаука), П. Б. Журевский (НКЗдрав), В. Н. Иванов (Зав. ОЗД и П), Б. А. Кальпус (ВСФК и РВСР), С. Г. Каплун (НКТруд), А. Н. Крестовников (ГИФК им. Лесгафта), Н. Н. Кузьмина (ГУ ВУЗ), С. Я. Магитон (ГЦИФК), В. А. Михельс (ВСФК), Н. И. Петров (Главсоцвос и ВСФК), Е. П. Радин (Ин-т ОЗД и П) и М. А. Шустовой (НКЗ).
Первое упоминание в технических данных журнала о наличии в нём редколлегии появилось на 808 странице в № 8/9 за 1937 год. Однако, персональный состав редколлегии указан не был. Ссылка в технических данных журнала просуществовала до № 10 за 1938 год.
Впервые состав редколлегии был представлен в первом послевоенном выпуске журнала в 1945 году. В неё вошли: Заслуженный мастер спорта СССР С. Л. Аксельрод, Заслуженный мастер спорта СССР Г. А. Калачев, доцент В. Н. Короновский, профессор А. Н. Крестовников, Заслуженный мастер спорта СССР Д. П. Марков, А. Д. Новиков, профессор П. А. Рудик. В практически неизменном составе (в № 1 за 1946 год в состав был включен доктор биологических наук В. С. Фарфель), редколлегия просуществовала до начала 1947 года.

### Главные редакторы
- 1927—1930 — Семашко, Николай Александрович;
- 1930—1931 — Владимирский, Михаил Федорович;
- 1937—1937 — Кальпус, Борис Алексеевич;
- 1938—1940 — Крячко, Иван Антонович;
- 1945—1946 — Рудик, Петр Антонович;
- 1946—1951 — Крячко, Иван Антонович;
- 1951—1951 — Волков, Андрей Аркадьевич (и. о. редактора в № 7-9);
- 1951—1952 — Самоуков, Федор Иванович;
- 1952—1958 — Касьянов, Василий Матвеевич;
- 1958—1962 — Романов, Алексей Осипович;
- 1962—1966 — Сизый, Евгений Яковлевич;
- 1966—1988 — Седов, Аркадий Владимирович;
- 1989—1997 — Бальсевич, Вадим Константинович;
- 1997—н. в. — Лубышева, Людмила Ивановна.

## Учредитель (учредители) журнала
- 1927 № 1 — 1927 № 6 — Издаётся Народным комиссариатом здравоохранения (НКЗ) РСФСР совместно с Высшим советом физической культуры (ВСФК) и Главнаукой
- 1928 № 1 — 1930 № 1 — Издаётся НКЗ РСФСР по соглашению с ВСФК и Главнаукой
- 1930 № 2 — 1931 № 1 — Официальный орган НКЗ и ВСФК РСФСР
- 1931 № 2 — 1931 № 11/12 — Официальный орган НКЗ и ВСФК СССР и РСФСР
- 1937 № 1 — 1945 № 6/7 — Орган Всесоюзного комитета по делам физической культуры и спорта при Совете Народных Комиссаров СССР
- 1946 № 1 — 1948 № 12 — Орган Всесоюзного комитета по делам физической культуры и спорта при Совете Министров СССР
- 1949 № 1 — 1953 № 3 — Орган Комитета по делам физической культуры и спорта при Совете Министров СССР
- 1953 № 4 — 1954 № 2 — Орган Министерства здравоохранения СССР
- 1949 № 1 — 1959 № 2 — Орган Комитета по физической культуре и спорту при Совете Министров СССР
- 1959 № 3 — 1959 № 4 — Орган Оргбюро Союза спортивных обществ и организаций СССР
- 1959 № 5 — 1968 № 10 — Орган Центрального совета Союза спортивных обществ и организаций СССР
- 1968 № 11 — 1986 № 4 — Орган Комитета по физической культуры и спорту при Совете Министров СССР
- 1986 № 5 — 1991 № 12 — Орган Государственного комитета СССР по физической культуре и спорту
- 1992 № 1 — 1993 № 1 — Журнал Комитета по содействию олимпийскому движению при Правительстве Российской Федерации и ВНИИФКа
- 1993 № 2 — 1993 № 2 — Журнал Комитета Российской Федерации по физической культуре, Государственного Центрального института физической культуры, Российского НИИ физической культуры
- 1993 № 3 — 1993 № 11/12 — Журнал Комитета Российской Федерации по физической культуре
- 1994 № 1/2— 1999 № 6 — Журнал Комитета Российской Федерации по физической культуре, Российской Государственной Академии физической культуры, СпортАкадемБанка
- 1999 № 7 — 2000 № 6 — Журнал Министерства Российской Федерации по физической культуре, спорту и туризму, Российской Государственной Академии физической культуры
- 2000 № 7 — 2003 № 3 — Журнал Государственного комитета Российской Федерации по физической культуре, спорту и туризму, Российской Государственной Академии физической культуры
- 2003 № 4 — 2004 № 6 — Журнал Государственного комитета Российской Федерации по физической культуре, спорту и туризму, Российского Государственного Университета физической культуры, спорта и туризма
- 2004 № 7 — 2005 № 12 — Журнал Федерального агентства по физической культуре, спорту и туризму Российской Федерации, Российского Государственного Университета физической культуры, спорта и туризма
- 2006 № 1 — н. в. — Издаётся в содружестве с Российским Государственным Университетом физической культуры, спорта и туризма, Центром спортивной подготовки сборных команд России

## Подзаголовки журнала
- 1925—1926 — Сборник научных трудов и статей по вопросам физической культуры;
- 1927—1931 — Журнал, посвященный научной разработке вопросов физического воспитания, физического образования и врачебного контроля над физическим развитием;
- 1937—1938 — Научно-популярный журнал;
- 1939—1966 — Научно-методический журнал;
- 1966—н. в. — Научно-теоретический журнал.

## Рубрики журнала
Количество рубрик журнала «Теория и практика физической культуры» не осталось постоянным:
- 1926—1927 — 2—3 рубрики.
- 1928—1931 — 7—10 рубрик.
- 1937—1937 — 3 рубрики.
- 1938—1941 — 20—34 рубрик.
- 1945—1982 — 10—12 рубрик.
- 1983—1988 — 13—14 рубрик.
- 1989—1996 — 30—39 рубрик.
- 1997—2005 — 49—58 рубрик.
- 2006—н. в. — 35—41 рубрик.

Такие рубрики как «Критика и библиография», «Консультации», «За рубежом», «Хроника» (незначительно меняя названия) прошли почти через всю историю журнала.
Ряд рубрик прекратили существование, но имеют большой вес по количеству представленных в них статей:
- 1966—1989 — Тренировка, техника, тактика (1415 статей).
- 1966—1991 — Физиология, спортивная медицина (1207 статей).
- 1968—1989 — Юношеский спорт (627 статей).
- 1968—1986 — Физическое воспитание учащейся молодежи (554 статьи).
- 1967—1986 — Физическую культуру в быт народа (481 статьи).
- 1966—1989 — Обсуждаем, спорим (475 статей).

Из рубрик действующих в настоящее время наибольшее представительство имеют «Tренер — журнал в журнале», «Из портфеля редакции», «Профессиональное образование».

## Издательства
- 1925—1926 — Физкультиздат.
- 1927—1928 — Издательство Наркомздрава РСФСР.
- 1928—1929 — Государственное медицинское издательство.
- 1930—1930 — Физкультура и спорт.
- 1930—1938 — Физкультура и туризм.
- 1938—1989 — Физкультура и спорт.
- 1989—1991 — Советский спорт.
- 1992—1993 — Теория и практика физической культуры.
- 1993—1997 — Российская Государственная академия физической культуры.
- 1997—1998 — Теория и практика физической культуры.
- 1998—н. в. — Теория и практика физической культуры и спорта.

## Тиражи
- 1925—1926 — 7000 экз.
- 1927—1929 — 1000 экз.
- 1930—1931 — 5000 экз.
- 1937—1941 — 11000 экз.
- 1945—1949 — 10000 экз.
- 1950—1952 — 15000 экз.
- 1953—1954 — 19500 экз.
- 1955—1956 — 18000 экз.
- 1957—1959 — 12000 экз.
- 1960—1966 — 9000 экз.
- 1967—1968 — 13500 экз.
- 1969—1970 — 16000 экз.
- 1971—1973 — 18000 экз.
- 1974—1976 — 19500 экз.
- 1977—1979 — 18000 экз.
- 1980—1981 — 16000 экз.
- 1982—1983 — 12500 экз.
- 1984—1985 — 13500 экз.
- 1986—1990 — 15500 экз.
- 1991—1993 — 6000 экз.
- 1994—н. в. — 1500 экз.

## Изменение объема
- 1925—1930 — 4,0 п.л.
- 1937—1939 — 6,0 п.л.
- 1940—1941 — 4,0 п.л.
- 1945—1978 — 5,0 п.л.
- 1979—1991 — 4,0 п.л.
- 1992—1995 — 5,0 п.л.
- 1996—н. в. — 9,0 п.л.